# جیشی، لوفنگ
جیشی، لوفنگ (به لاتین: Jieshi) یک شهرک در جمهوری خلق چین است که در لوفنگ، گوانگ‌دونگ واقع شده‌است. جیشی ۲۲۹٬۹۷۱ نفر جمعیت دارد.